# Euphyia adumbraria
Euphyia adumbraria là một loài bướm đêm trong họ Geometridae.